# کمال سامع
کمال سامع (۲۳ اسفند ۱۳۲۲ – ۲ اردیبهشت ۱۳۶۱) موسیقی‌دان و نوازندهٔ سرشناس ساز نی بود. کنسرت «باغبان حرامت باد» در جشن هنر شیراز و آلبوم موسیقی دیلمان با صدای محمدرضا شجریان از آثار او است. وی در سال ۱۳۶۱، به اتهام واهی اطلاع از طرح کودتای نوژه، توسط عوامل جمهوری اسلامی در زندان اوین به جوخهٔ تیرباران سپرده و اعدام شد.

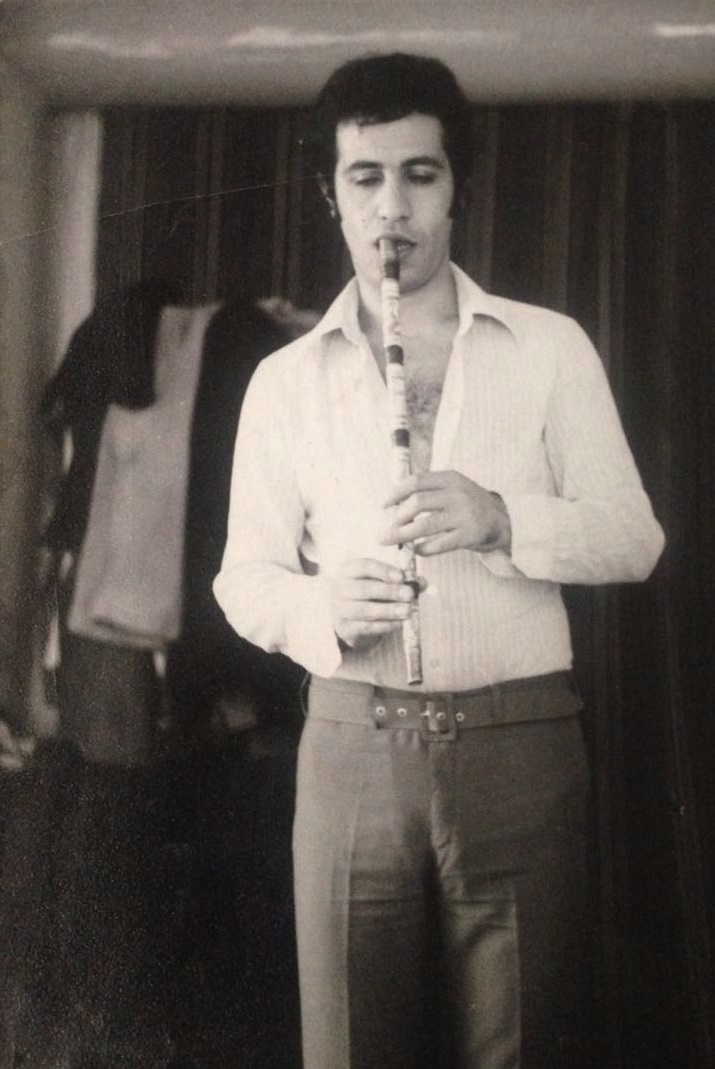
کمال سامع در حال تک نوازی نی

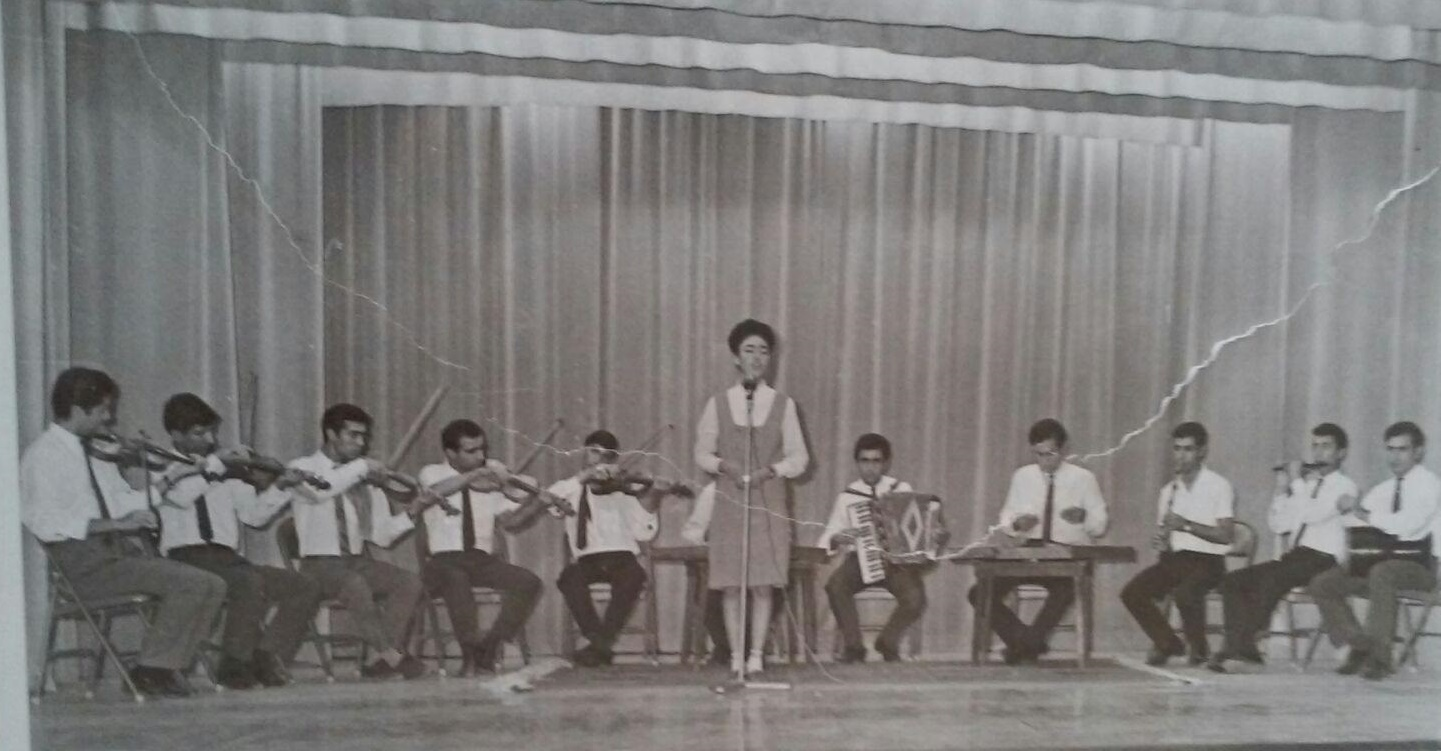
اجرای کمال سامع در کنسرتی در خانه جوانان اصفهان

## زندگی‌نامه
حسن سامع مشهور به کمال سامع، ۲۳ اسفند سال ۱۳۲۲ در محله خواجوی اصفهان متولد شد. او در مدرسه پهلوی اصفهان در مقطع ابتدایی تحصیل کرد. در طی این زمان گرایش به نقاشی سیاه‌قلم پیدا کرد. مقطع دورهٔ متوسطه را در دبیرستان ادب در رشته طبیعی تحصیل کرد و در دبیرستان فرهنگ با مدرک دیپلم رشتهٔ طبیعی فارغ‌التحصیل شد. او در دوران تحصیل به موسیقی علاقه‌مند شد و در کلاس‌های حسین یاوری حضور پیدا کرد و سبک و سیاق نی‌نوازی را از او آموخت.
از موسیقی‌دانان هم‌دورهٔ کمال سامع می‌توان به جلال‌الدین تاج اصفهانی، حسن کسائی، عباس غازی اصفهانی، عباس مدینه‌ای اشاره کرد. او به‌علت صاحب سبک بودن در نوازندگی نی، مورد توجه قرار گرفت و از سال ۱۳۴۳ تا ۱۳۴۷ در ارکستر دانش آموزان مدارس اصفهان همراه با هنرمندانی نظیرِ سهیلیان، نورده، طلاکش، سعادتی، تابش و حسین امیدی فعالیت هنری داشت. این ارکستر تحت نام «کلوپ هنری مدارس اصفهان» فعالیت می‌کرد. در همین زمان بود که سه‌بار رتبه اول نوازندگی را در مسابقات هنری دانش آموزان اصفهان به‌دست‌آورد و به اردوی سراسری در رامسر رفت و با بسیاری از هنرمندان موسیقی آشنا شد. رادیو اصفهان نیز قطعاتی از نواختن نی او را تحت نام «کمال اصفهانی» پخش کرد که اکنون آن اجراها در دسترس نیست.
با تأسیس «خانه جوانان اصفهان» در سال ۱۳۴۴ به مدیریت حبیب‌الله اشراقی، کمال سامع به اتفاق دوستانِ اهل موسیقی خود، مسعود امیدی، مروی، ناصر مرتضوی، حسین پورابوطالبی، رضا قربانیان، فرامرز کاظمی، خسرو چناریان، ناصر خیام‌باشی، جمشید برازنده و مجتبی شجاعی به خانه جوانان رفت و به اجرای کنسرت در شب‌های فرهنگی خانهٔ جوانان مشغول شد.
کمال سامع در سال ۱۳۴۸ به تهران رفت و فعالیت هنریش را در مرکز حفظ و اشاعه موسیقی ادامه داد. این مرکز وابسته به سازمان رادیو و تلویزیون ملی ایران بود که سال ۱۳۴۷ به مدیریت داریوش صفوت تأسیس شد. صفوت با گرد آوردن برخی از موسیقی‌دانان ایران، همچون نورعلی برومند، سعید هرمزی، عبدالله دوامی، محمود کریمی و یوسف فروتن و … توانست گروهی از هنرجویان نخبه را پرورش و به جامعه موسیقی تحویل دهد. کمال سامع پس از پذیرفته‌شدن در مرکز حفظ و اشاعه موسیقی، به جمع هنرمندانی مانند داوود گنجه‌ای، مجید کیانی، ناصر فرهنگ‌فر، جلال ذوالفنون، حسین علیزاده، پرویز مشکاتیان، داریوش طلایی، رضا شفیعیان، محمدرضا شجریان، محمدرضا لطفی، مارتا مانی‌زاده و… پیوست.
محمدرضا لطفی در گفتگویی تحت عنوان «ناگفته‌های محمدرضا لطفی از مرکز حفظ و اشاعه موسیقی» که در تاریخ ۱۳ اردیبهشت ۱۳۹۳ در سایت مرکز پژوهش‌های ایرانی و اسلامی منتشر شده است، در رابطه با این مرکز و اجرای برنامه موسیقی در ششمین جشن هنر شیراز می‌گوید:
ما هم در فاصله ۶ تا ۸ ماه با استاد برومند در قالب دو گروه کار کردیم. سرپرستی یک گروه را من برعهده داشتم و خانم مانی‌زاده، ناصر فرهنگ‌فر، حسین علیزاده، محمد مقدسی و حسن (کمال) سامع با ما بودند و سرپرستی گروه دیگر را ذوالفنون برعهده داشت که مجید کیانی، داریوش طلایی و ناصر فرهنگ‌فر و… او را همراهی می‌کردند. ما کارهای درویش‌خان را تمرین می‌کردیم و این آثار را برومند به من یاد می‌داد و من با گروه کار می‌کردم و نهایتاً برومند کنترل می‌کرد. رضوی سروستانی با گروه ذوالفنون، سه‌گاه طاهرزاده را اجرا می‌کرد و محمدرضا شجریان هم با گروه ما، ماهور را اجرا می‌کرد. من در همان تاریخ با شجریان آشنا شدم. در هر صورت ما به جشن هنر رفتیم و برنامه بسیار خوبی اجرا کردیم. در اصل جوانان فستیوال شیراز، خارجی‌ها و همه و همه برای اولین بار موسیقی‌ای را می‌شنیدند که بیش از ۵۰ سال از شنیدن آن فاصله گرفته بودند.

## آثار
کمال سامع در ششمین دورهٔ جشن هنر شیراز در سال ۱۳۵۱ همراه با محمدرضا لطفی، حسین علی‌زاده، مارتا مانی‌زاده، محمد مقدسی، ناصر فرهنگ‌فر و محمدرضا شجریان، کنسرت «باغبان حرامت باد» را با صدای شجریان اجرا کرد.
کمال سامع در دههٔ ۱۳۵۰ شمسی چندین برنامه برای کانون پرورش فکری کودکان و نوجوانان اجرا کرد. از جملهٔ این آثار، آلبوم دیلمان با صدای محمدرضا شجریان و با اهتمام کامبیز روشن‌روان بود.
او همچنین یکی از اعضای گروه علی اصغر زند وکیلی بود که هر هفته در «میامی» برنامه موسیقی اجرا می‌کردند. این گروه در تابستان سال ۱۳۵۵ در تلویزیون ملی ترانهٔ امشب شب مهتابه را به‌صورت زنده اجرا کردند. کمال سامع به همراه نادر گلچین نیز آثار مشترکی را در رادیو اجرا و ضبط کرد.

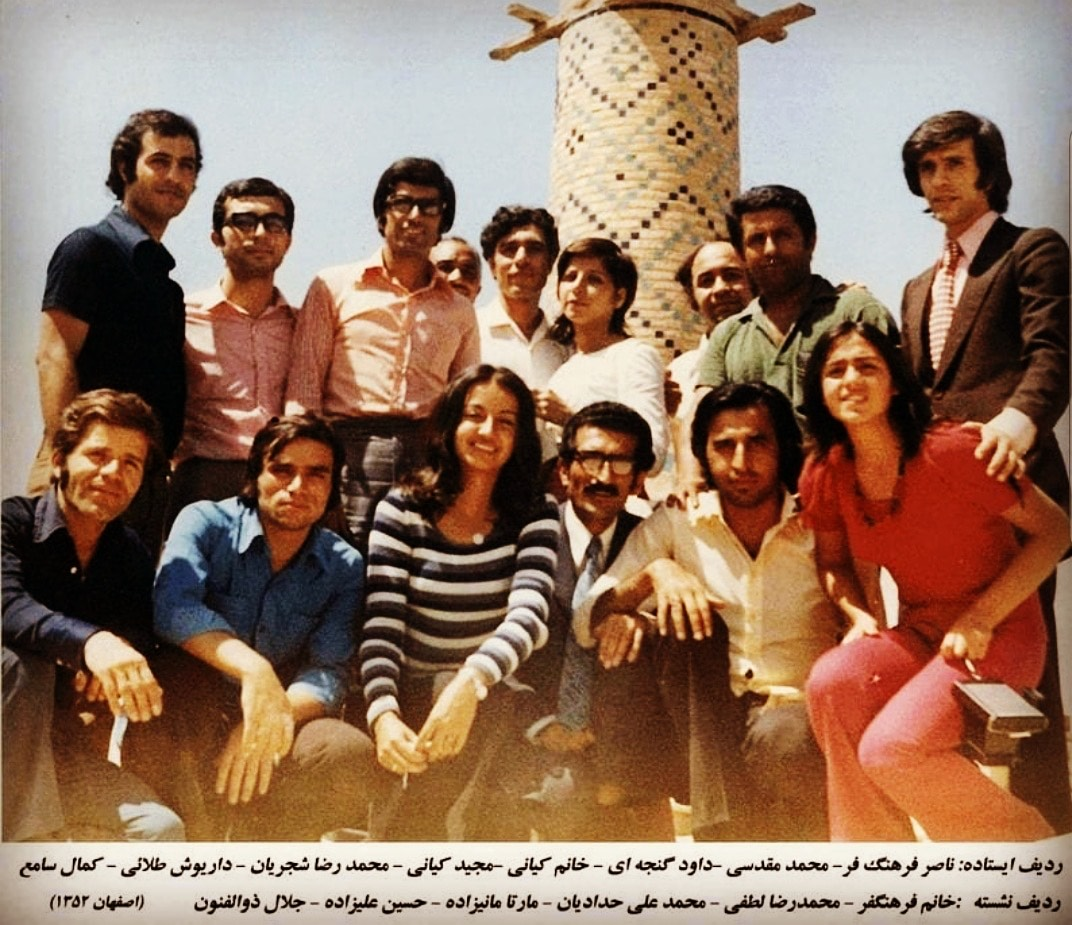

در سال ۱۳۵۴ به اهتمام کامبیز روشن‌روان، گویندگی نیکو خردمند، خوانندگی محمدرضا شجریان و نی کمال سامع، چندین صفحه گرامافون در خصوص آموزش دستگاه‌های موسیقی ایرانی ضبط و منتشر شد. «دستگاه چهارگاه» و «نغمه افشاری» و آلبوم «آواز» در دو کاست، از آن جمله‌اند. از دیگر هنرمندانی که در این مجموعه حضور داشتند می‌توان به اسماعیل تهرانی، هوشنگ ظریف، رحمت‌الله بدیعی، محمد دلنوازی و مهربانو توفیق اشاره کرد.

## بازداشت و اعدام
کمال سامع در آبان سال ۱۳۶۰ در جشن تولد یکی از دوستان خود حضور یافت و به اجرای تکنوازی نی پرداخت و اواخر شب راهی خانه خود شد. دوستی که کمال سامع در مراسم جشن تولدش شرکت کرده بود، همان شب با یورش نیروی‌های امنیتی، به اتهام ارتباط با گروهی که به «گروه کودتای نوژه» معروف بود بازداشت شد. بنا به اعتراف یکی از دستگیرشدگان، فردای آن شب، با هجوم نیروهای امنیتی به خانهٔ کمال سامع، او نیز بازداشت و به زندان اوین منتقل شد.
کمال سامع سرانجام در ۲ اردیبهشت سال ۱۳۶۱، در سن ۳۸ سالگی به اتهام واهی اطلاع از طرح کودتای نوژه، توسط عوامل جمهوری اسلامی در زندان اوین به جوخهٔ تیرباران سپرده و اعدام شد.
پیکر کمال سامع در بهشت زهرای تهران، قطعهٔ ۹۱، ردیف ۵۵، شماره ۹ به خاک سپرده شد.